# Symphonie no 34 de Joseph Haydn
Pour les articles homonymes, voir Symphonie no 34.

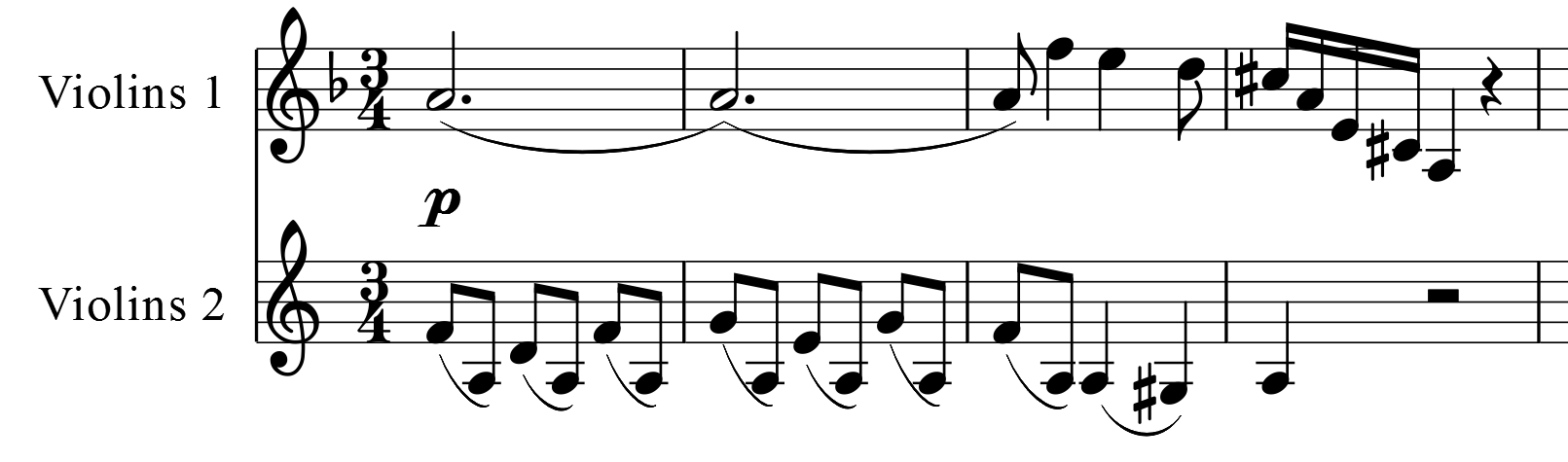
Début de la Symphonie no 34 de Joseph Haydn

La Symphonie no 34 en ré mineur Hob. I:34 est une symphonie du compositeur autrichien Joseph Haydn, composée en 1763.

## Structure de l'œuvre
La symphonie comporte quatre mouvements :
1. Adagio
2. Allegro
3. Menuet - Trio
4. Presto assai

Durée approximative : 25 minutes.

## Instrumentation
- deux hautbois, deux bassons, deux cors, cordes et continuo.